# 뉴트리
뉴트리(NewTree Co. Ltd.)는 대한민국의 식품 기업이다. 본사는 경기도 성남시 중원구 사기막골로 124 (상대원동) 테크동 1109호에 대표이사는 김도언이다.

## 상장
2018년 12월 공모가 14,500원에 주관사는 미래에셋대우으로 코스닥 시장에 상장하였다

## 제품
대표제품인 에버콜라겐의 건강기능식품 안제품과 기능성 원료에 대한 할랄 인증을 받고 지난 말레이시아 시장에 진출했다

## 종속 회사
뉴트리오투(지분율 100%), ㈜비커밍(지분율 65%), 레이크우드파트너스㈜(지분율 90%)와 뉴트리(상해)상무유한공사(지분율 100%), 뉴트리와 레이크우드파트너스㈜가 출자한 조합(레이크우드파트너스 블라인드 1호 조합, 레이크우드 제 4조합)과 출자한 조합이 보유한 투자기구(Zehyrus Capital, LLC)가 있다<ref>김태현, 한국IR협의회 기술분석보고서 - 뉴트리, 2023.01.09

## 참고문헌
1. ↑  김서현, 식품 부문 워스트 CEO 김도언 뉴트리 대표…건기식 경쟁 과열에 영업익 71% ‘뚝’, 이코노미스트, 2023년 5월 2일
2. ↑  김동호, Who Is ? 김도언 뉴트리 대표이사, 비지니스포스트, 2024-07-23
3. ↑  김도윤, '김사랑 콜라겐' 그 회사 충격의 적자…주가는 80% 폭락, 머니투데이, 2023년 5월 18일
4. ↑  뉴트리 미래에셋증권 분석보고서 2020.3.18
5. ↑  한경우, 뉴트리, 상반기 영업이익 157억원…전년 동기 대비 1479%↑, 한경닷컴, 2024.08.14